# حمض السيانوريك
حمض السيانوريك أو 1، 3، 5-تريازين -2، 4، 6-تريول هو مركب كيميائي له الصيغة 3(CNOH). وهو مادة صلبة بيضاء عديمة الرائحة؛ في عام 1997، بلغ الإنتاج العالمي له 160000 طن.